# Vesterbølle Efterskole
Vesterbølle Efterskole er en efterskole i Vesthimmerlands Kommune. Den blev grundlagt i 1983 og er en almen efterskole.
Skolen bakkes op af nedenstående organisationer, som alle også er medlem af skolens repræsentantskab:
- KFUM og KFUK i Danmark
- KFUM-Spejderne i Danmark
- FDF
- De grønne pigespejdere
- KFUMs Idrætsforbund
- Y´s men i Danmark
- DKG

## Forstandere
Skolens forstanderpost bestrides af Martin Diget Aamann, der tiltrådte i sommeren 2012. Hans forgænger Kristian Dissing var forstander mellem august 2006 og august 2012. Tidligere har også Jens Christian Meldgaard og Hans Jørgen Lysholm besat posten.